# وادیم شاخراچوک
وادیم شاخراچوک (اوکراینی: Вадим Валерійович Шахрайчук؛ زادهٔ ۱۲ ژوئن ۱۹۷۴) بازیکن هاکی روی یخ اهل روسیه است.وی همچنین از بازیکنان هاکی روی یخ در المپیک زمستانی ۲۰۰۲ بوده است.